# Poste de péage et de pesage de Kpédékpo
Pour un article plus général, voir Péages et pesages au Bénin.
Le Poste de péage et de pesage de Kpédékpo est une infrastructure routière du réseau routier national du Bénin.

## Histoire
Crée le 1er juin 2007 par le gouvernement du président Boni Yayi,, le poste de péage et de pesage Kpédékpo a  pour rôle d'assurer une récupération partielle des coûts auprès des usagers afin d’accroître les ressources du Fonds Routier.